# 格奧爾格·甘斯魏
格奧爾格·甘斯魏總主教（德語：Georg Gänswein；1956年3月4日—）德國籍天主教總主教、現任聖座駐立陶宛大使及教宗本篤十六世私人秘書他領烏爾比-薩利亞領銜總教區總主教銜，以及教廷宗座侍從的頭銜。

## 生平
格奧爾格·甘斯魏於1956年7月30日在西德巴登-符騰堡州瓦爾茨胡特縣出生，其父阿爾伯特·甘斯魏為一名鐵匠，母親為格特魯德。身為家中長子的他有兩個弟弟和兩個妹妹。
奧斯卡·賽爾總主教於1983年5月31日在弗賴堡總教區將他晉鐸。甘斯魏之後繼續進修，並於1993年獲頒慕尼黑大學的教會法學位。教宗本篤十六世於2013年1月6日將他晉牧。

## 牧徽

本篤十六世時期牧徽